# 靴ずれ戦線 -魔女ワーシェンカの戦争-
『靴ずれ戦線 -魔女ワーシェンカの戦争-』（くつずれせんせん まじょワーシェンカのせんそう）は、速水螺旋人による日本の漫画作品。『月刊COMICリュウ』（徳間書店）にて2010年12月号から2013年2月号まで連載（途中掲載誌自体の休刊による休止期間あり）。単行本は全2巻。
2017年12月に同人誌として刊行された短編「ニコライ・ワシーリエヴィチの怪物」を追加した形で、2019年に判型を変更した増補単行本「靴ずれ戦線 ペレストロイカ」全2巻が刊行された。

## 概要
第二次世界大戦中の1941年から1945年にかけて続いた凄惨な独ソ戦（ソビエト連邦側呼称では「大祖国戦争」）を背景に、対ナチス・ドイツ戦に駆り出されたロシアの見習い魔女・ワーシェンカと、彼女の上官兼お目付け役であるソ連内務人民委員部 (NKVD)の女性将校・ナージャのコンビが、東部戦線の様々な戦場を転戦する道中の連作。フィクションではドイツ側視点から描かれることの多い独ソ戦を、あえてソ連側から描いた珍しい作品である。
迷信や非科学的事象を否定する共産主義政府が、戦力に窮して「魔女」を徴用するというアイロニー混じりの設定であり、スラヴ民話やロシア正教の伝承に登場する魔女、妖怪や妖精、怪物、伝説上の英雄、聖人などが、敵、味方、またはそのいずれでもない形で登場し、戦場でさまざまな事件を巻き起こす。ワーシェンカも含め、登場する人外たちはほぼ全員が俗っぽい関西弁で喋るが、通り一遍の関西弁でなくボキャブラリー豊富で、絶妙なユーモアを醸し出している（作者の速水も関西人である）。
1話ないし2話での前線エピソードを連ねたコメディ基調の作品ながら、ナチスによるユダヤ人強制連行（ホロコーストの一環、いわゆる「ユダヤ人問題の最終的解決」）やソ連軍捕虜への虐待、敵方の拠点と見なした村と住民への残虐行為（ドイツ側のみならずクロアチアの極右民族主義集団ウスタシャの殺戮行為も含む）、ソ連側の権力による非情な内部粛清、そして戦闘により兵士多数があっさりと死ぬ現実も容赦なく描かれ、ストーリーにリアルな緩急を与えている。
また軍事マニア・スラヴ文化マニアでもある作者らしく、登場する用語やキャラクターについても綿密な考証がなされており、適宜解説も加えられている。ストーリー中の恋愛描写は少ないが、時折百合要素が織り交ぜられる。
なお、連載話順の時系列はエピソードごとに前後しており、書下ろしが加えられた単行本でも踏襲されている。これは連載中のエピソードの季節を雑誌各号の刊行季節に合わせる意図と、もしいつ打ち切りになっても最終回を1945年の「ベルリン（攻略戦）にすれば大団円」に持ち込める、という考慮があったと、2巻あとがきで作者が語っている。

## 登場人物
ワーシェンカ
フルネームはワシリーサ・プリクラースナヤ・メドヴェージェワ。「ワーシェンカ」は通称。外見は若く粗野な田舎娘だが、右側頭部に前方に回り込むような角を生やしており、通常の人間でないことが伺われる。その実年齢や生い立ちなどは一切不明。名前や、魔女バーバ・ヤガーとの関係などについてはロシア民話「うるわしのワシリーサ」がネタ元になっている。
「半人前」の見習い魔女で、いつ頃からかは不明だが、「鶏の足が支える小屋」の魔女バーバ・ヤガーのもとで、修業のためこき使われていた。
独ソ戦開戦直後の1941年7月、師匠バーバ・ヤガーに対するソ連当局の対独戦協力命令に際し、ヤガーの出す超人的難題に悩むナージャを手助けしたのが露見、怒ったヤガーの指図により代理でNKVDに徴用される。徴用時点で軍曹待遇、1945年4月時点では曹長に昇進していた。
進軍中も絶えず関西弁のぼやきを発しているぐうたらな魔女で、共産主義イデオロギーには全く知識も関心もないが、スラヴ世界がドイツ軍に侵攻され、破壊されることを良しとせず、対独戦前線に身を投じる。
物の怪・精霊の類に遭遇した時には、しばしば小気味よい啖呵を切りつつ「鶏の足が支える小屋の娘ワーシェンカ」と長名乗りし、バーバ・ヤガーの弟子であることを示す。魔女らしく、事が起こるとさまざまな神や精霊の名を引いて大げさなぼやきを発し、呪文を唱えて魔術を操る。見習いとはいえその魔力は相当な威力があり、目の前に立ちふさがる魑魅魍魎も臨機応変にいなす。このために各種の魔法道具や占い用具を携行する。
熊神（ヴォロス）の守護を受けており、クマの姿に変身して本物のクマ同様の暴虐を振るうことができる。普段の姿でも身体は頑丈だが、身のこなしは軽快で、派手な立ち回りも得意。
脳天気なお調子者で下士官の自覚は皆無。物資や鹵獲品の横領、命令違反、許可外飲酒、タブー発言など、規律無視連発のガラクタぶりで、上官受けはよろしくない。反面度胸も愛嬌もあり、気っ風が良く人情深いところから、前線で共に戦う友軍兵士たちからは「魔女の嬢ちゃん」と親しまれ、頼りにされている。根は田舎娘そのもので、都会や洗練されたファッションへの憧れもある。従軍中にもかかわらず、見習い修業時以来のイヤリングを両耳に着けているのが唯一の「お洒落」。若い娘らしく青年兵に一目惚れする恋をしたこともあったが、戦火で敢え無く潰えた。
第二次大戦当時のソ連における女性下級兵士の例に漏れず、男性用で寸法の合わない軍服を着込み、「襤褸(ぼろ)」級に原型を留めぬほどほころびたコートをまとい、冬季以外はつばの小さな三角帽子を被る。赤毛の長い髪は、ベッドで就寝するとき以外はお下げに編んでいる。
相当な酒飲みで、荷にも酒瓶を忘れない。前線の男性兵士たち同様、お粗末な手巻煙草（マホルカ）を愛飲する。
主たる武器は本業の魔法であるが、ナガン・ライフルなどソ連軍制式の歩兵用兵器も扱う。愛用する拳銃は、1941年に井戸にいたカマスから偶然手に入れたアメリカ製のS&W・モデル3リボルバー。一見ボロボロの鉄くずだったが、磨くと存外状態が悪くなかったので気に入り、ベルリン攻略に至るまで愛用した。
ナージャ
フルネームはナディア・ソロモノヴナ・ノルシュテイン。NKVD所属の女性将校。階級は1941年の独ソ開戦直後時点で少尉、以後昇進して1942年に中尉、1944年2月時点 - 1945年5月には大尉となっていた。1941年7月、ベリヤの指示により従軍指令を携えてバーバ・ヤガーの小屋を訪問したのがきっかけで、徴用されたワーシェンカの上官兼監視役となり、以後1945年のベルリン攻略戦まで行動を共にする。「極めて模範的」な将校で、正義感が強く教養もあるが、非科学的な事象を信じておらず、非科学の極致のようなワーシェンカや妖怪・妖精たちに振り回される羽目になる。堅物で融通の利かないところもあり、ワーシェンカの奔放さを取り締まろうとするが、なかなか操縦しきれない。ワーシェンカは上官であることなどお構いなく、彼女を階級抜きの愛称で「ナージャ」と呼ぶ。
モスクワ出身。詳細な生い立ちや専攻などは不明だが大学在学歴があり、当時においてはインテリ人材であることからNKVDに抜擢された模様。父親が1937年頃に死亡しており、母親は1941年時点で「ファシストの占領地域で行方不明」。ロシアでも旧ロシア帝国・ソ連時代を通じ有形無形の迫害を受けていたユダヤ系の生まれであり、姓自体「ノルシュテイン」という明白なユダヤ系で、ナージャ自身もあえて隠そうとはしていない。
強度の近眼であるため眼鏡を常用。登場シーンの多くは制服着用。体格は一般女性並だがルックスは良い。短編「ニコライ・ワシーリエヴィチの怪物」で妖怪ヴィイが見立てたところでは「おっぱい大きめ、安産型、処女」（ナージャは不快感を示したが否定はしなかった）。若い女性らしくお洒落に関心はあるものの、戦時下で将校として軍務に在るという自覚からファッションは自制しているようで、ウエーヴした黒髪は束ね、眉毛も太いままで化粧っ気がない。帽子は冬季のウーシェンカを除いては、将校用のベレー帽を着用。歌が上手いようである。
ワーシェンカほどではないが、時折喫煙する。
将校らしく当時のソ連軍制式自動拳銃トカレフTT-33を携行・使用するが、むしろ火力に優れる歩兵用短機関銃のPPSh-41やPPSを抱えて行動することが多い。督戦や防諜を担う憲兵的存在のNKVD将校の立場に甘んじることなく、ワーシェンカを伴って銃弾飛び交う前線を駆けることも厭わない敢闘心がある。一般の下士官・兵士からも相応に敬意を払われている模様。エピソードの一つでは対戦車ライフルでの狙撃も成功させており、兵士としての資質の高さがうかがえる。
ディッケ・ベルタ
二つ名を「廃墟の魔女」と称する、金髪碧眼の妖艶かつ高慢な魔女（ただし体型はスレンダー）。生い立ちや前歴は不明。この漫画の人外キャラクターの中では唯一関西弁を使わず、上品ぶったお嬢様言葉で話す。笑い声は「にょほほ」。黒猫に化ける能力あり。
1941年時点で既にハインリヒ・ヒムラー配下のナチス親衛隊 (SS)に関わり、対ソ攻撃の謀略工作に携わっていた模様。1943年初頭にナージャと偶然に遭遇しているが、同年ナージャとワーシェンカの前に初めて敵として現れた際には、ヒムラー直属の「グリム機関」で親衛隊高級中隊指揮官（大尉相当）に着任しており、SSの民間人に対する暴虐行為にも関与していた。ユダヤ人であるナージャを「劣等民族」呼ばわりするなどナチズムへの傾倒をみせることもあるが、真の目的は戦争によってもたらされる破壊と恐怖と混沌そのものであり、戦局にはこだわっていない。親衛隊制服をアレンジした黒づくめ・オーダーメイドの魔女ファッションでスタイリッシュに装っており、身なりも言葉も泥臭いワーシェンカを「田舎者の野蛮魔女」と侮っている。もっともその性格はワーシェンカ以上に自信過剰でうかつ、結果幾度もの手痛い反撃を喰らう羽目になる。その過程で左手と左眼を失い（以後、鍵爪付きの義手と眼帯を着用）、更に顔面を斜めに走る派手な向う傷までつけられるが、1945年のベルリン攻防に至るまで、ワーシェンカらの敵として繰り返し暗躍、最後まで懲りることなく執念深さを見せ続けた。愛用の拳銃はフル・オートマチック兼用のモーゼルM712・シュネールフォイヤーで、これを無事な右手で片手撃ちする。
「死」
いわゆる死神。骸骨の姿で18世紀の役人風の古風な衣装を着用し、作法通りに大きな鎌を持つ。普通の人間には見ることのできない存在で、死人が出るとその魂を冥界に連れていくのが仕事。「死」は複数存在するようであるが、本作に複数回登場する「死」はロシア方面が元来の縄張りらしい。独ソ戦中はソ連兵たちの後退・前進に伴って適宜「従軍」し、ベルリン攻略に至るまで前線での魂回収に励んでいた模様。
この漫画の人外の例に漏れず関西弁で喋るが、中年の関西人を思わせる妙にすっとぼけた発言を連発する一方で、関西商人さながらになかなか抜け目のない面も見せる。骸骨の頭部を持つ割には、表情や感情表現が豊か。仕事の合間に一服するときには吸い口の長いパイプでたばこを呑み、懐中時計を持ち歩いて昼飯時には弁当のサンドウィッチを美味そうに喰うなど、変に所帯じみたところもある。
人間の絶命にしじゅう立ち会っているせいか、最前線においては「大繁盛」と喜びつつも、達観した様子で死人たちを戦場から連れ去っていく。ワーシェンカが「死」のやり方に不満を持って強談判してきたときには、その無理押しに閉口しつつも鮮やかに立ち回り、結果的にワーシェンカを出し抜いた。
最終回でナージャ相手に、ワーシェンカの運命をかけた賭けを行う。
ラヴレンチー・ベリヤ
実在の人物で、独裁者スターリンの忠実な部下である共産党幹部のミングレル系グルジア人。第二次世界大戦当時のNKVD長官（1938年-1946年在職）であり、ナージャにとっては上司。魔女たるワーシェンカについては「潜在的な敵」と見なしつつも「利用できるものは利用する」という実を取る見地で徴用している。禿げ頭のいやらしく脂ぎった男で、ナージャがモスクワのNKVD本部に報告に訪れた際には、「統制だよ」とニヤつきながら単なるボディタッチ以上の意図を含んだセクシャルハラスメント（未遂）を仕掛けていた。史実でも1930年代以降スターリンの忠実な部下として大粛清に携わり、前任のエジョフ更迭（のち粛清）で地位を獲得、私生活では権力を濫用して婦女暴行などを含む漁色行為に手を染めていたと伝えられるが、1953年のスターリンの死後ほどなくニキータ・フルシチョフらの策動で失脚・粛清されている。

## ゲストキャラ
バーバ・ヤガー
単行本に書き下ろされた第0話（天地開闢7449年もしくは西暦1941年）に登場。ボリシェヴィキから不当な待遇を受け続けたためか、従軍指令書を携えてきたナージャに露骨な不快感を示していた。ナージャに命と引き換えの無理難題を押し付けるが、ワーシェンカの助けを受けた彼女に難なくこなされてしまう。
ワーシェンカの横槍を知るや、人間に術を見抜かれた未熟さを理由に彼女を破門、その従軍を許す形になりソビエト政府への義理も一応果たすことになった。
人外の世界ではかなり著名な存在であり、聖人からも一目置かれる重鎮である。
白の騎士・赤の騎士
第0話（天地開闢7449年もしくは西暦1941年）に登場。人形の口を借りたワーシェンカから呪文を教わったナージャに召喚され、彼女に代わってヤガー婆の難題を（ぼやきつつも）こなした。登場はしなかったが、黒の騎士の召喚もワーシェンカは指示していた。
「死人赤軍（しびとせきぐん）」
1話（天地開闢7451年もしくは西暦1943年）に登場。ロシア某所の塹壕で、国防人民委員令227号「一歩も下がるな」を死してなお守り続けていた生ける屍たち。
偶然迷い込んだナージャとワーシェンカに当初は友好的に接するが、塹壕を出ようとする彼女たちにも『死守命令』を実行させようとする。
魔力で断線していた野戦電話を起動させたワーシェンカの「前進せよ」という命令を受け、あてもない敵地への前進を開始するのであった。
ドモヴォーイ
2話（天地開闢7450年もしくは西暦1942年）に登場。スターリングラードの戦線で、ドイツ軍の拠点の五ヵ年計画校舎に巣食っていた。食糧事情の悪いソ連に見切りをつけ、ドイツ軍拠点でたらふく飲み食いを続けた結果、4メートル以上はある巨体に肥大化。その力ゆえに赤軍の攻撃は一切効果を発揮せず、いたずらに被害を増す一方であった。
自分の存在に気づいたワーシェンカと酒の呑み比べの末、酔っ払った所を彼女の手で拠点から移される。結果拠点は奪回されワーシェンカに同行していたナージャは勲章を授与され、ワーシェンカとの約束による多量のウォトカをドモヴォーイにそなえる風習は60年の歳月を経てなお継続している。
ジェド・マロース
3話（天地開闢7450年もしくは西暦1942年の年末）に登場。本人曰く聖ニコラウスの「親戚みたいなもの」。たった一日でロシア中を廻りきれる秘密を狙うドイツ軍に捕らえられてしまう（聖ニコラウスを捕まえるわけにはいかないが、その『偽物』であるジェド・マロースなら不都合がないとは作戦を指揮した親衛隊上級大隊指導者（中佐相当）の弁）が、孫娘であるスネグラーチカの依頼を受けたワーシェンカとナージャによって救出される。本来は子供にしかプレゼントを贈らないが、自分を救ってくれた礼として新年を祝うご馳走を作るのに必要な大量の食材と酒を贈った。
スネグラーチカ
3話（天地開闢7450年もしくは西暦1942年の年末）に登場。ワーシェンカとナージャに個人的に祖父の救出を依頼、自らも雪上装甲車NKL-26を運転して救出作戦を援護した。
バーンニク
4話（天地開闢7451年もしくは西暦1943年の初頭）に登場。本来は伝承通り風呂場に住み着く精霊なのだが、ドイツ軍の侵攻以来かまどに塩を置いたり、湯気を風呂場に残す人間がいなくなってしまったので快適な入浴ができず、仕方なくお化け温泉を利用することになった。たまたま入浴しようとしていたナージャを知らずにお化け温泉に連れてきてしまう。人の背中を触ることで占いをすることができる。
聖カシヤーン
5話（天地開闢7452年もしくは西暦1944年の2月29日）に登場。閏日にだけ守護天使による封印が解ける。偶然出会い酒を呑ませてくれたドイツ軍兵士の生きて帰りたいという願いを叶えるべく、兵士の所属する部隊を包囲していたワーシェンカたちの部隊に攻撃を仕掛けた。邪眼の威力をはじめ聖人だけに半人前の魔女であるワーシェンカのかなう相手ではなかったが、爆炎を背にしたナージャを守護天使と勘違いして怯んだ隙にワーシェンカに左目を撃ち抜かれて敗退する。
なお当のドイツ軍兵士は無事生き延び、60年後曾孫にこの時の体験を聞かせる姿が描かれた。
マースレニツァ人形
6話（天地開闢7450年もしくは西暦1942年）に登場。ロシアの古い祭りマースレニツアで使われる人形で、ドイツ軍の拠点の村に飾られたままのこれが春の到来を妨げ、ひいては恋した青年兵士の意識の回復をも妨げていると考えたワーシェンカと彼女の恋を応援する部隊の仲間たちの襲撃を受ける。吹雪を呼んで抵抗を図るも、ワーシェンカのドクロから放たれた炎であっさり消し炭にされた。
「青年兵士」
6話および7話（天地開闢7450年もしくは西暦1942年）に登場。名前や階級などは一切不明。負傷した所をワーシェンカたちに保護されたらしく、初登場時にはいきなりモスクワ西方の軍病院に入院していた。周囲の刺激に一切無反応だったが、自分に一目惚れしたワーシェンカが春を呼んでくれたおかげで回復、彼女と交際を開始する。
だが7話であっさり戦死、ワーシェンカの奮闘も虚しくその魂は「死」に連れていかれた。
死をあくまで従容として受け入れ、自分のために最後まで頑張ってくれた恋人ワーシェンカに感謝と笑顔を遺していった潔くも優しい若者。
ルカ・スメルティッチ
10話（天地開闢7451年もしくは西暦1943年）に登場。ボスニアの出身と称する傭兵もしくは脱走兵で、ボスニアの戦場に嫌気がさして大祖国戦争に参加するも結局離脱、多国籍の兵士によって構成された愚連隊を率いて勝手気ままな自分たちの戦争を行い、森に住むレーシィを脅してソ連もドイツも問わず敵になりそうな勢力を自分たちの拠点に近づけないようにしていた。ナージャとディッケ・ベルタを捕虜にして自分たちの仲間になるように勧誘する。
その正体はヴルダラク（人狼）であり、村人や迷い込んだ敵兵を次々に餌食にしており、ナージャも毒牙にかけようとするがディッケ・ベルタの協力を得たワーシェンカの襲撃を受け正体を現す。ワーシェンカにその生き様を「半端モン」と嘲られた挙句、彼女についたレーシィによってドイツ軍の部隊と交戦する事態に陥り生死不明になる。
レーシィ
10話（天地開闢7451年もしくは西暦1943年）に登場。ルカ・スメルティッチに脅されて、赤軍の軍用道路建設の妨害などを行っていた。ワーシェンカに脅され彼女に下った後はその能力でルカ・スメルティッチを森に迷わせてドイツ軍の部隊と鉢合わせさせた。
「熊」
11話（天地開闢7449年もしくは西暦1941年）に登場。友軍からはぐれたワーシェンカとナージャが迷い込んだモスクワ西方の森に住むかなりの巨体（近くの針葉樹と比較すると10mを超えている）を誇る人外の存在。ドイツ軍兵士に包囲されたナージャがワーシェンカに教わっていた『真の名前』（神聖な動物である熊の『真の名前』を口にすることは本来はタブー）を叫んだことにより出現、ワーシェンカの口車に乗せられてドイツ軍兵士に襲いかかった。
ルサールカ
12話（天地開闢7451年もしくは西暦1943年の初頭）に登場。南ロシアの川に住んでおり、そこで繰り広げられる赤軍とドイツの戦闘をかなり迷惑に感じていた。
川に落ちた軍政治委員を助けようと赤軍が騒ぎ出した所で堪忍袋の緒が切れ、腹たち紛れに引きずり込んだナージャを一目見て気に入り、彼女を飼おうとする。
地の利もあって、ナージャの救出にやって来たワーシェンカに対して圧倒的に優位に立っていたが、水面に姿を見せて勝ち誇っていた所をワーシェンカの呼んだ北風に凍らされ、彼女に脅されてナージャを解放した。
「勝利のユーリィ」（ゲオルギー・ポペドノーセ）
13話（天地開闢7452年もしくは西暦1944年の5月）に登場。半ば伝説化したベラルーシのパルチザンの若き頭目で、ドイツ軍に囚われていたが、彼が率いるパルチザンと連携して攻勢を謀ろうとする軍上層部の命を受けたワーシェンカとナージャによって救出される。
快活だがかなり図々しい性格で、重要人物であることを盾にワーシェンカから酒などをたかった挙句、肉体関係を前提に彼女を口説く有様だった。
その正体は聖人の聖ゲオルギイであり、その威光で自分を追跡していた魔狼たちを追い返し、ドイツの哨戒機を槍で難なく撃墜、赤軍との連携を断り去っていったが、後のベルリンでの決戦においてズメイ・ゴルイニチと戦うワーシェンカに助太刀している。
ユーリィとしてはいわゆる標準語を喋るが、聖ゲオルギイの正体を表すと関西弁で喋る。ボリシェヴィキのことは快く思っていないが、マルクスの文章を引用するなど共産主義にはある程度賛同している模様。
スコルとハティ
13話（天地開闢7452年もしくは西暦1944年の5月）に登場。脱走した「勝利のユーリィ」を追跡するべくディッケ・ベルタが放った魔狼の群れを率いる。
だが聖ゲオルギイの威光の前にあっさり屈服、逆にディッケ・ベルタに襲いかかった（彼女のトレードマークの顔の傷はこの時に出来たもの）。
チョールト
14話（天地開闢7450年もしくは西暦1942年）に登場。悪魔とも悪霊の一種ともされる馴れ馴れしく狡猾な人外。友軍とはぐれたワーシェンカとナージャにウクライナで遭遇、ワーシェンカが自分を追いかけている間ナージャに仲間の人外をけしかけ、命と引き換えに「おもろい話」を語らせるなど悪質な悪戯や嫌がらせを行う。
強制収容所に連行されるユダヤ人同胞を救おうとして窮地に陥ったナージャたちを救うが、当然善意などではなく、この時の記憶により彼女の心に生涯癒えない傷を負わせるためであった。
ポルドーニツァ
15話（天地開闢7450年もしくは西暦1942年の夏）に登場。熱中症の化身とされている若い女性の精霊。過酷な労働環境である捕虜収容所で、捕虜たちが休憩をとることができるのは彼女のお陰である。
捕虜の一人ラザレフに好意を抱くようになり、ドイツ軍に志願した彼を守るべくワーシェンカたちの部隊に攻撃をしかけ、捕虜になった彼を奪い返そうとする。
ラザレフ
15話（天地開闢7450年もしくは西暦1942年の夏）に登場。元赤軍伍長だが、捕虜として強制労働に従事した後、生きるためにドイツ軍に志願した。
生きるためとはいえ、同胞を手にかけた事実を認め、潔く処刑されるつもりでいたが、ワーシェンカの横槍によって強引にポルドーニツァと駆け落ち（脱走）することになった。
不死身のコシチェイ
16話および17話（天地開闢7449年もしくは西暦1941年）に登場。ディッケ・ベルタによって現世に呼び覚まされ、彼女にそそのかされてワーシェンカたちの部隊を襲撃する。
異名の通り不死身だが、ナージャに命を処分されてしまった後イリヤーに仕留められる。
イリヤ・ムーロメツ
16話および17話（天地開闢7449年もしくは西暦1941年）に登場。ヤガー婆およびワーシェンカの知己であり、キエフをドイツから守るべくボリシェヴィキへの反感を抑えて赤軍に協力する。
ワーシェンカたちがコシチェイの命を探す間、コシチェイと一昼夜かけての死闘を展開した末勝利を収める。
その後ベルリンでの決戦で再登場、ズメイ・ゴルイニチと戦うワーシェンカに助太刀するが、聖ゲオルギイの助勢を素直に受けようとはしなかった。
ソロヴェイ・ラズボーイニク
17話（天地開闢7449年もしくは西暦1941年）に登場。
「カマス」
17話（天地開闢7449年もしくは西暦1941年）に登場。
キーラ・キリーロヴナ（キキーモラ）
18話（天地開闢7449年もしくは西暦1941年）に登場。
聖パラスケーヴァ・ピャートニツァ
19話（天地開闢7452年もしくは西暦1944年の6月）に登場。
ズメイ・ゴルイニチ
20話（天地開闢7453年もしくは西暦1945年の4月）に登場。
ゴーレム
20話（天地開闢7453年もしくは西暦1945年の4月）に登場。

## 単行本
- 速水螺旋人『靴ずれ戦線』 徳間書店〈RYU COMICS〉、全2巻。
  1. 2012年1月1日発行（同日発売）、ISBN 978-4-19-950281-1
  2. 2013年4月1日発行（同日発売）、ISBN 978-4-19-950333-7

『月刊COMICリュウ』は2011年8月号で一度休刊している（本作は『リュウ』がリニュアールで再開された翌2012年5月号で掲載を同時再開している）が、2012年1月刊行の本作単行本第1巻は、エピソード2話の書下ろし追加と、本作連載開始前に作者が『リュウ』で連載していたメカコラム「螺子の囁き」（2007年11月号-2010年11月号 全37回）を掲載することでページ数を確保した。「螺子の囁き」の手書き文字が極めて小さいことから判読可能とするため、単行本の判型は通常のRYU COMICS（B6判）よりも大きいA5判とされ、これは他誌からのコラムページを10ページ掲載した第2巻でも踏襲された。
なお、単行本の表紙でヒロイン二人は1・2巻とも戦車と一緒に描かれているが、実際に二人が戦車に乗る場面はほとんどない。徒歩でてくてくと進んでいくシーンがほとんどである。